# 王勇熙
王勇熙（1981年10月23日—），為台灣的棒球選手，曾經效力於中華職棒兄弟象隊，守備位置為外野手。

## 經歷
- 花蓮縣太巴塱國小少棒隊
- 花蓮縣光復國中青少棒隊
- 高雄縣高苑工商青棒隊
- 台灣體院棒球隊（富邦公牛）
- 兄弟象隊代訓球員（2006年～2007年）
- 中華職棒兄弟象隊（2007年～2008年）
- 高雄市華德工家青棒隊總教練（2012年～2020年）
- 高雄市普門中學青棒隊教練（2020年）
- 花蓮縣三民國中青少棒隊教練（2020年～）

## 職棒生涯成績
| 年度 | 球隊   | 出賽 | 打數 | 安打 | 全壘打 | 打點 | 盜壘 | 四死 | 三振 | 壘打數 | 雙殺打 | 打擊率 | 上壘率 | 長打率 | OPS   |
| ---- | ------ | ---- | ---- | ---- | ------ | ---- | ---- | ---- | ---- | ------ | ------ | ------ | ------ | ------ | ----- |
| 2007 | 兄弟象 | 24   | 24   | 5    | 0      | 2    | 0    | 3    | 7    | 6      | 1      | 0.208  | 0.296  | 0.250  | 0.546 |
| 合計 | 1年    | 24   | 24   | 5    | 0      | 2    | 0    | 3    | 7    | 6      | 1      | 0.208  | 0.296  | 0.250  | 0.546 |

## 特殊事蹟
- 2008年，整個球季無一軍出賽紀錄，不過被帶入總冠軍賽名單當中，在第五戰及第六戰比賽後段，上場代跑腳受傷的彭政閔，累計2場出賽，無打席、1得分。

## 外部連結
- 王勇熙在台灣棒球維基館上的頁面（繁體中文）
- 球員資訊和成績在中華職棒官網（中文）